# Men in Black (film, 1934)
Pour les articles homonymes, voir Men in Black.
Pour plus de détails, voir Fiche technique et Distribution.
Men in Black est un film américain réalisé par Raymond McCarey, sorti en 1934.
Ce court métrage, nommé pour un Oscar en 1934, est le troisième de la série réalisée avec la troupe Les Trois Stooges.

## Fiche technique
- Réalisation : Ray McCarey
- Scénario : Felix Adler
- Musique : Howard Jackson
- Montage : James Sweeney
- Production : Columbia Pictures
- Pays de production :  États-Unis
- Genre : Comédie
- Durée : 19 minutes
- Date de sortie : 
  - États-Unis : 28 septembre 1934

## Distribution
- Moe Howard
- Larry Fine
- Curly Howard
- Dell Henderson
- Billy Gilbert
- Bud Jamison
- Hank Mann